# Stay (canção de Rihanna)
"Stay" é uma canção da cantora barbadense Rihanna, gravada para o seu sétimo álbum de estúdio Unapologetic. Conta com a participação do músico Mikky Ekko, sendo composta e produzida pelo próprio, com auxílio de Justin Parker e Elof Loelv. A sua gravação decorreu em 2012 nos estúdios Nightbird Studios e Westlake Recording Studios, em Los Angeles, na Califórnia. O seu lançamento como single foi confirmado a 30 de novembro e concretizado a 6 de janeiro de 2013.
A canção deriva de origens estilísticas do R&B, sendo considerada uma balada com arranjo musical composto por piano e guitarra. Em termos de letra, o tema aborda a tentação e o fracasso de resistir ao verdadeiro amor.

## Antecedentes e lançamento
Quatro meses depois da edição do seu sexto disco de originais, Rihanna afirmou que tinha começado a trabalhar num novo projecto. Numa entrevista em Março de 2012, a cantora afirmou que "estava a trabalhar em novos sons" mas que "ainda não tinha começado a gravar". Após atuar com as músicas "Cockiness (Love It)" e "We Found Love" na edição de 2012 dos MTV Video Music Awards, a artista confirmou que em março de 2013 iria começar a sua digressão mundial Diamonds World Tour. Cinco dias após a noite da cerimónia dos VMAs, a Def Jam France anunciou na sua conta no Twitter que seria lançado um novo single de Rihanna na segunda-feira seguinte, dia 17 de setembro de 2012. No mesmo comunicado, a editora comentou o lançamento do sétimo disco de originais da cantora para novembro do mesmo ano.
"Stay" sucede a "Diamonds" como segundo single de Unapologetic, com lançamento a 6 de Janeiro de 2013 no Reino Unido. A cantora Jessie J fez sua própria versão do tema durante interpretação no The Voice.

## Composição e letra
"Stay" é uma balada R&B, com uma duração de quatro minutos. O seu instrumental foi trabalhado através de piano e guitarra.

## Vídeo musical
O vídeo musical, dirigido por Sophie Muller, estreou na página oficial do canal E! a 11 de Fevereiro de 2013.

## Apresentações ao vivo
Rihanna apresentou "Stay", sem Mikky Ekko, no Saturday Night Live, em novembro de 2012. Em dezembro desse mesmo ano, foi a vez de "Stay" ser apresentada na final da 9ª temporada do The X Factor britânico.
Já com Mikky Ekko, em fevereiro de 2013 Rihanna interpretou o segundo single de Unapologetic na 55ª edição dos Grammys. Nos MTV Video Music Awards de 2016, e novamente a solo, Rihanna cantou também "Stay", num segmento em que a cantora apresentou baladas da sua carreira.
Quanto a digressões, na sua mini-digressão 777 Tour, realizada em novembro de 2012, a cantora barbadense interpretou o single em todas as datas do tour, menos na primeira (na Cidade do México), e também na Diamonds World Tour (2013) e na Anti World Tour (2016).

## Uso na comunicação social
A canção apareceu, numa versão cantada não por Rihanna, mas por uma intérprete desconhecida, num anúncio televisivo da operador portuguesa MEO, estreado em abril de 2017. No anúncio, aparece Cristiano Ronaldo recordando vários momentos marcantes da sua vida e carreira, através do uso de smartphones e redes sociais. No anúncio, também aparece a mãe e o irmão do jogador, respetivamente Dolores e Hugo Aveiro.

## Galardões
| Ano  | Ceremónia                | Prémio                                                                      | Resultado |
| ---- | ------------------------ | --------------------------------------------------------------------------- | --------- |
| 2013 | MTV Video Music Awards   | Best Female Video (Melhor Vídeo de Uma Artista Feminina)                    | Nomeada   |
| 2014 | iHeartRadio Music Awards | Song of the Year (Canção do Ano)                                            | Venceu    |
| 2014 | iHeartRadio Music Awards | Best Collaboration (Melhor Colaboração)                                     | Nomeada   |
| 2014 | Grammy Award             | Best Pop Duo/Group Performance (Melhor Performance Pop Por Um Duo ou Grupo) | Nomeada   |
| 2014 | Teen Choice Awards       | Choice Music: Break-Up Song (Canção de Fim de Relacionamento)               | Nomeada   |
| 2014 | World Music Awards       | World's Best Song (Melhor Canção do Mundo)                                  | Nomeada   |
| 2014 | World Music Awards       | World's Best Video (Melhor Vídeo do Mundo)                                  | Nomeada   |

## Desempenho nas tabelas musicais
Após o lançamento de Unapologetic, devido ao desempenho positivo das vendas digitais através de descargas, a canção conseguiu debutar na 58.ª posição da tabela musical Canadian Hot 100 do Canadá e ainda na UK R&B Singles Chart do Reino Unido em 16.º lugar.
| Tabela musical (2012-2013)           | Melhor posição |
| ------------------------------------ | -------------- |
| Alemanha - Media Control AG          | 5              |
| Austrália - ARIA Singles Chart       | 6              |
| Áustria - Ö3 Austria Top 75          | 5              |
| Brasil - Billboard Brasil Hot 100    | 34             |
| Brasil - Billboard Brasil Hot Pop    | 5              |
| Bélgica - Ultratip (Flandres)        | 1              |
| Bélgica - Ultratop 40 (Valónia)      | 24             |
| Canadá - Canadian Hot 100            | 1              |
| Dinamarca - Tracklisten              | 17             |
| Escócia - Scottish Singles Chart     | 4              |
| Eslováquia - IFPI                    | 21             |
| Estados Unidos - Billboard Hot 100   | 3              |
| Estados Unidos - Billboard Pop Songs | 1              |
| França - SNEP                        | 10             |
| Irlanda - IRMA                       | 2              |
| Israel - Media Forest                | 1              |
| Nova Zelândia - RIANZ                | 7              |
| Países Baixos - Mega Single Top 100  | 13             |
| Portugal - Portugal Digital Songs    | 2              |
| Reino Unido - UK Singles Chart       | 4              |
| Reino Unido - UK R&B Singles Chart   | 2              |
| Chéquia - IFPI Česká Republika       | 25             |
| Suíça - Schweizer Hitparade          | 17             |

| País           | Provedor | Certificação |
| -------------- | -------- | ------------ |
| Austrália      | ARIA     | 4× Platina   |
| Estados Unidos | RIAA     | 1× Diamante  |
| Nova Zelândia  | RIANZ    | Platina      |
| Reino Unido    | BPI      | Platina      |

## Créditos
Todo o processo de elaboração da canção atribui os seguintes créditos pessoais:
- Rihanna – vocalista principal;
- Mikky Ekko - vocalista convidado, composição, produção;
- Justin Parker - composição, produção, piano;
- Elof Loelv - composição, produção;
- Mike Gaydusek - gravação e engenharia de vocais;
- Blake Mares, Robert Cohen - assistente de engenharia acústica;
- Kuk Harrell -  produção vocal, gravação vocal;
- Marcos Tovar - gravação vocal;
- Phil Tan - mistura;
- Daniela Rivera - assistente adicional de engenharia acústica.

## Histórico de lançamento
| País           | Data                    | Formato                      | Editora discográfica |
| -------------- | ----------------------- | ---------------------------- | -------------------- |
| Reino Unido    | 6 de Janeiro de 2013    | Descarga digital             | Mercury              |
| Estados Unidos | 27 de Janeiro de 2013   | Rádios mainstream e rhythmic | Def Jam              |
| Alemanha       | 15 de Fevereiro de 2013 | CD single                    | Universal            |